# Andrena lateralis
Andrena lateralis är en biart som beskrevs av Morawitz 1876. Andrena lateralis ingår i släktet sandbin, och familjen grävbin. Inga underarter finns listade i Catalogue of Life.